# Rafael Maroto
Rafael Maroto Yserns (Lorca, 15 ottobre 1783 – Valparaíso, 25 agosto 1853) è stato un politico spagnolo.
La sua prima intervenzione militare attiva fu durante la Guerra delle arance, all'età di 18 anni. Posteriormente, combatté contro Napoleone Bonaparte e le truppe francesi durante la guerra d'indipendenza spagnola dal 1808 al 1813 per poi servire in Cile dal 1813 per combattere contro gli indipendentisti cileno-argentini durante le guerre d'indipendenza ispanoamericane, dove perse un'importante serie di battaglie contro le truppe dell'Esercito delle Ande del generale José de San Martín. Rimpatriato nel 1825, fu posto a capo dell'esercito carlista da Carlos María Isidro e combatté nella prima guerra carlista a comando delle truppe stanziate a Vizcaya e in Catalogna insieme ad altri famosi generali dell'epoca come Tomás de Zumalacárregui, negoziando infine la resa dell'esercito carlista  il 31 agosto del 1839. Durante quest'occasione, insieme al generale dell'esercito cristino Baldomero Espartero, prese parte al famoso "Abbraccio di Vergara".
Dopo la resa nella guerra carlista, torna in Cile, dove possedeva ancora alcune proprietà e dove morirà il 25 d'agosto del 1853.